# Tapmoktjärnen (Gällivare socken, Lappland)
Tapmoktjärnen är en sjö i Gällivare kommun i Lappland och ingår i Råneälvens huvudavrinningsområde.